# スターフィッシュ・エスディ
株式会社スターフィッシュ・エスディ（英: STARFISH-SD INC.）は、日本のコンピュータゲーム会社。

## 概要
ホット・ビィの倒産後に元スタッフが設立したといわれており、ホット・ビィ作品の続編が同社から発売されている。
日本テレネットが倒産した際、同社の版権を取得したと見られており、『夢幻戦士ヴァリス』のコミック版2巻に「2007 STAR FISH SD」とコピーライト表示があり、ニンテンドーDS用ソフトとして『東京トワイライト・バスターズ』を2010年10月に発売した。なお、その後、2009年12月にサン電子が『夢幻戦士ヴァリス』を含む日本テレネット作品の版権を取得したことを発表した。
関連会社であるスターフィッシュ・エスディ販売の代表取締役である小島志緒理はジョイフルテーブルやミレニアム（旧トライアンフコーポレーション）という別会社を持っており、飲食店「博多もつ鍋よかさん房」を運営していた。2016年春に「よかさん房」は『星をみるひと』の著作権とともに、株式会社シティコネクションに売却されている。同年後期からはスターフィッシュ・エスディのソフト販売がジョイフルテーブルとなっている。また、2017年にゲームアーカイブスで配信された『スーパーブラックバスX2』『ブルーマリーン』はメビウスからの配信となっている。

## 作品

### Nintendo Switch
- 中華大仙
- 雪ん娘大旋風 〜さゆきとこゆきのひえひえ大騒動〜

### ニンテンドー3DS
- ドッグスクール ラブリーパピー
- スーパーブラックバス 3Dファイト
- 高円寺女子サッカー3 ～恋するイレブン いつかはヘブン～
- エルミナージュ Original 〜闇の巫女と神々の指輪〜

### ニンテンドーDS
- どんだけスポーツ101
- エルミナージュII 〜双生の女神と運命の大地〜 DS Remix
- できたよ!ママ。みつごのくまさん おとこのこ
- できたよ!ママ。みつごのくまさん おんなのこ
- 手話の森
- おしゃべりオウム
- エルミナージュ 〜闇の巫女と神々の指輪〜 DS Remix
- ロングバケーション 〜イルカとわたし〜
- パンパカパンやさん
- わたしのポニー
- できたよ!ママ。わんにゃんクラブ 〜おとこのこ〜
- できたよ!ママ。わんにゃんクラブ 〜おんなのこ〜
- 高円寺女子サッカー2 〜恋はネバギバ高円寺〜
- 東京トワイライト・バスターズ
- 競馬ナビ うまのすけ2
- アイラブドルフィン
- スーパーブラックバス 〜北半球を釣れ〜
- できたよ!ママ。 〜おとこのこ〜
- できたよ!ママ。 〜おんなのこ〜
- くるポト
- 競馬ナビうまのすけ
- くるくるカメレオンDS
- こどものための読み聞かせ えほんであそぼう
- ウィザードリィ アスタリスク 緋色の封印
- スーパーブラックバス 〜ダイナミックショット〜
- デビリッシュ

### Wii
- 雪ん娘大旋風 〜さゆきとこゆきのひえひえ大騒動〜
- 新・中華大仙 マイケルとメイメイの冒険

### ゲームボーイアドバンス
- 鋼鉄帝国 from HOT・B
- バトル×バトル 〜巨大魚伝説〜
- ピンキーモンキータウン
- スーパーブラックバス アドバンス

### ゲームボーイカラー
- カラムー町は大さわぎ! 〜おかわりっ!〜【ロッピー（ローソン）のみで発売】
- ゲームコンビニ21
- ハリウッドピンボール
- カンヅメモンスター パフェ
- パチパチ パチス郎 〜ニューパルサー編〜
- 化石創世リボーンⅡ 〜モンスター・ディガー〜
- カラムー町は大さわぎ! 〜ポリンキーズとおかしな仲間たち〜
- スーパーブラックバス ポケット3
- ウィザードリィ エンパイア 復活の杖
- スーパーブラックバス リアルファイト
- ウィザードリィ エンパイア

### PlayStation 2
- 雪ん娘大旋風 〜さゆきとこゆきのひえひえ大騒動〜
- エルミナージュ 〜闇の巫女と神々の指輪〜
- 高円寺女子サッカー
- この晴れた空の下で Good Price版
- しろがねの鳥籠
- この晴れた空の下で
- バズロッド 〜フィッシングファンタジー〜
- スーパー上海2005
- ウィザードリィ エンパイアIII 覇王の系譜
- すいすい Sweet あまい恋のみつけ方

### PlayStation Portable
- エルミナージュ異聞 アメノミハシラ
- エルミナージュ ゴシック 〜ウルム・ザキールと闇の儀式〜
- エルミナージュIII 〜暗黒の使徒と太陽の宮殿〜
- エルミナージュ Original 〜闇の巫女と神々の指輪〜
- エルミナージュII 〜双生の女神と運命の大地〜
- ウィザードリィ エンパイアIII 覇王の系譜
- くるくるカメレオン

### PlayStation
- ウィザードリィ エンパイア 古の王女
- ウィザードリィ エンパイアII 王女の遺産
- ザ・ブルーマーリン
- ガンドレス
- スーパーブラックバス X
- スーパーブラックバス X2
- クァンタムゲートI 悪夢の序章

### ドリームキャスト
- 秘密 〜唯がいた夏〜

### パーソナルコンピュータ
- ウィザードリィ エンパイアIIPlus 王女の遺産
- 『海洋堂「動物フィギュア」アーカイヴ』全４巻セット
- ウィザードリィ エンパイア 古の王女
- スーパーブラックバス クラシック
- バサーズレイク
- カルマ
- カウンターブロウ
- フルハウス 〜女優物語〜
- 昼休みには竿持って
- アングラーズフィッシュガイド

### モバイル
- エルミナージュ モバイル
- スーパーブラックバス

### スーパーファミコン
- スーパーブラックバス2
- スーパーブラックバス3

### ゲームボーイ
- スーパーブラックバス ポケット
- スーパーブラックバス ポケット2
- 爆釣列伝 翔 ハイパー・フィッシング
- おやつクイズもぐもぐQ
- テュロック 〜バイオノザウルスの戦い〜
- モータルコンバット&モータルコンバットII